# Hồi giáo tại Châu Á
Hồi giáo tại Châu Á bắt đầu vào Thế kỷ thứ 7 (VII) bởi nhà tiên tri Muhammad. Một số tín đồ của đạo Hồi đã sống ở châu Á và đặc biệt là Tây Á và Nam Á kể từ khi bắt đầu lịch sử Hồi giáo. Hồi giáo được cho là đã đến Manipur (Đông Bắc Ấn Độ) vào năm 615 sau Công nguyên thông qua Chittagong, một phần của bờ biển ngày nay Bangladesh trong thời đại của con đường tơ lụa (cả trên đất liền và trên biển) khi Sa`d ibn Abi Waqqas (b.594-d.674 AD) và những người khác, cụ thể là Uwais al-Qarni (594 mật657), Khunais ibn Hudhaifa, Saeed ibn Zaid, Wahb Abu Kabcha, Jahsh và Jafar ibn Abu Talib đã giảng ở đó. Gia đình Barmakid là người ủng hộ sớm cho Cách mạng Abbasid chống lại Umayyads và As-Saffah. Điều này đã mang lại cho Khalid ibn Barmak ảnh hưởng đáng kể và con trai của ông Yaḥyā ibn Khālid (d. 806) là tể tướng của caliph al-Mahdi (cai trị 775. và gia sư của Hārūn ar-Rashīd (cai trị 786-809). Các con trai của Yaḥyā al-Faḍl và Ja'far (767 cho đến 804) đều chiếm các văn phòng cao cấp dưới thời Harun.
Nhiều Barmakids là người bảo trợ của các ngành khoa học, điều này giúp ích rất nhiều cho việc truyền bá khoa học và học bổng Ấn Độ từ nước láng giềng vào thế giới Ả Rập. Họ bảo trợ các học giả như Gebir và Jabril ibn Bukhtishu. Họ cũng được ghi nhận với việc thành lập đầu tiên ở Baghdad. Sức mạnh của Barmakids trong thời gian đó được phản ánh trong Cuốn sách một ngàn lẻ một đêm; tể tướng Ja'far xuất hiện trong một số câu chuyện, cũng như một câu chuyện đã làm nảy sinh biểu cảm của bữa tiệc Barmecide.
We know of Yaḥyā ibn Khālid al-Barmakī (d. Bản mẫu:CE) như một người bảo trợ của các bác sĩ và đặc biệt là việc dịch các tác phẩm y học của Ấn Độ giáo sang cả tiếng Ả Rập và tiếng Ba Tư. Tuy nhiên, trong tất cả khả năng, hoạt động của anh ta đã diễn ra trên quỹ đạo của tòa án caliphal ở Iraq, nơi theo lệnh của Hārūn ar-Rashīd (786-809), những cuốn sách như vậy đã được dịch sang tiếng Ả Rập. Do đó, Khurāsān và Transoxiana đã bị bỏ qua một cách hiệu quả trong việc chuyển giao việc học hỏi từ Ấn Độ sang Hồi giáo, mặc dù, không thể phủ nhận quan điểm văn hóa của Barmak đã mang lại một điều gì đó cho vùng đất quê hương của họ, phía bắc Afghanistan, và mối quan tâm về y học của Ya Byā al-Barmakī có thể không còn nữa. truyền thống gia đình xác định.

Nhiều thống đốc đầu tiên của Caliphate là Barmakids. Khalid ibn Barmak đã xây dựng Mansura, Sindh và sau đó Baghdad. Con trai ông là thống đốc của ngày nay Azerbaijan.

## Hồi giáo tại Châu Á ngày nay

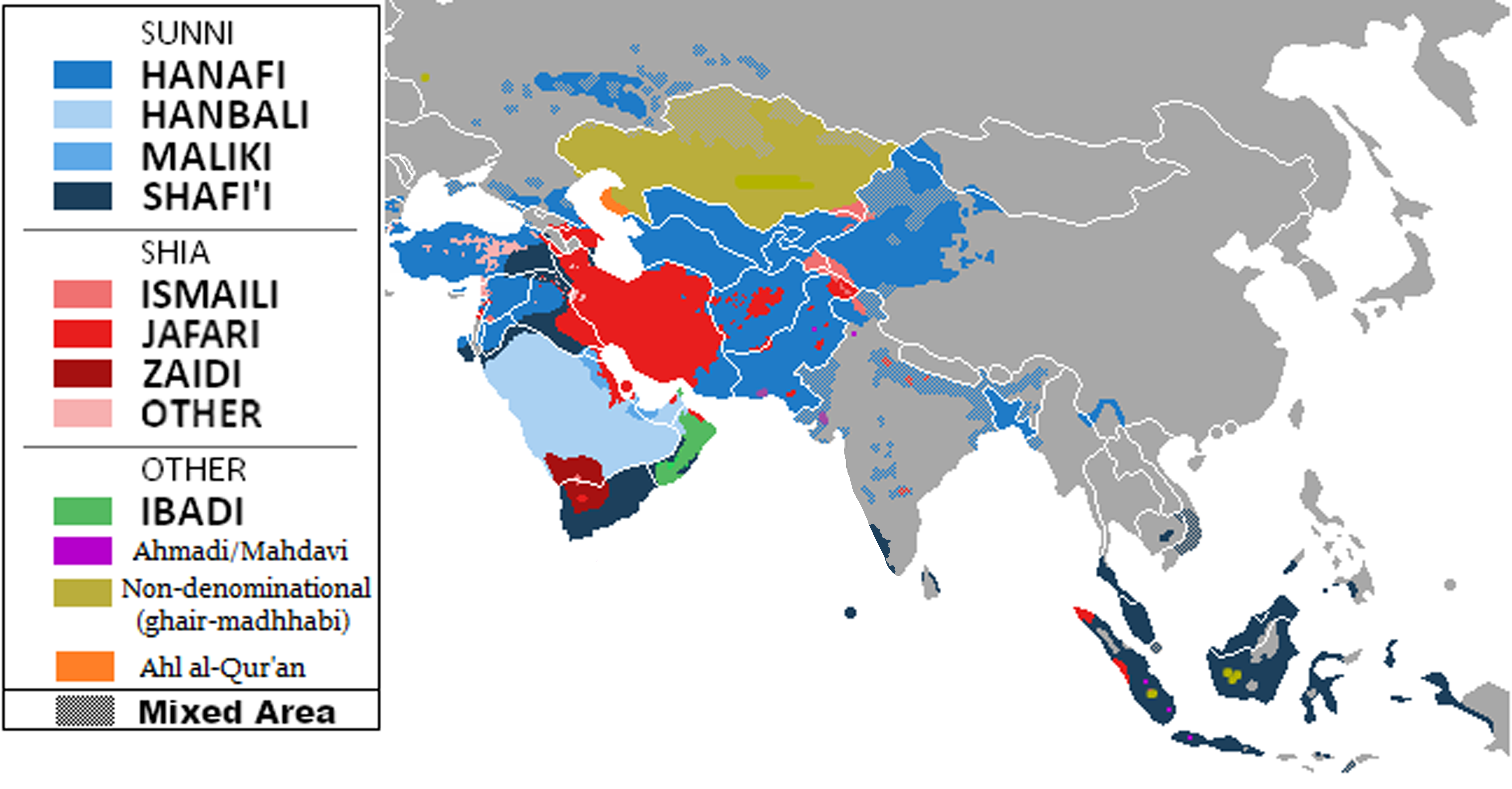
Bản đồ của các nhánh tại Châu Á Sunni, Shia, Quranist, Mahdavia/Ahmadiyya, Ibadi, and Nondenominational Muslim branches in Asia

### Dân số tại Tây Á

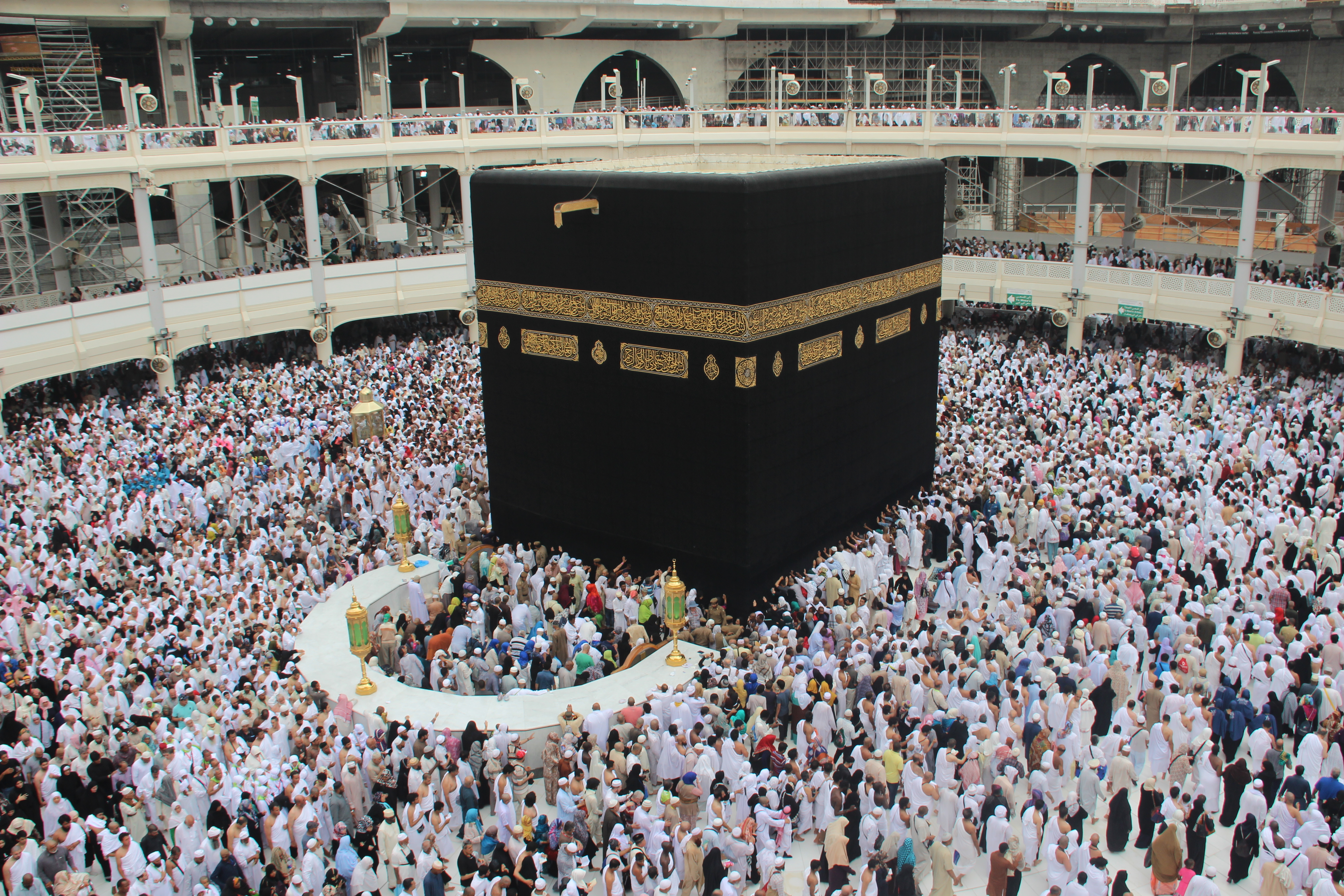
Kaaba tại Mecca, Ả Rập Xê Út với những người hành hương biểu diễn Hajj

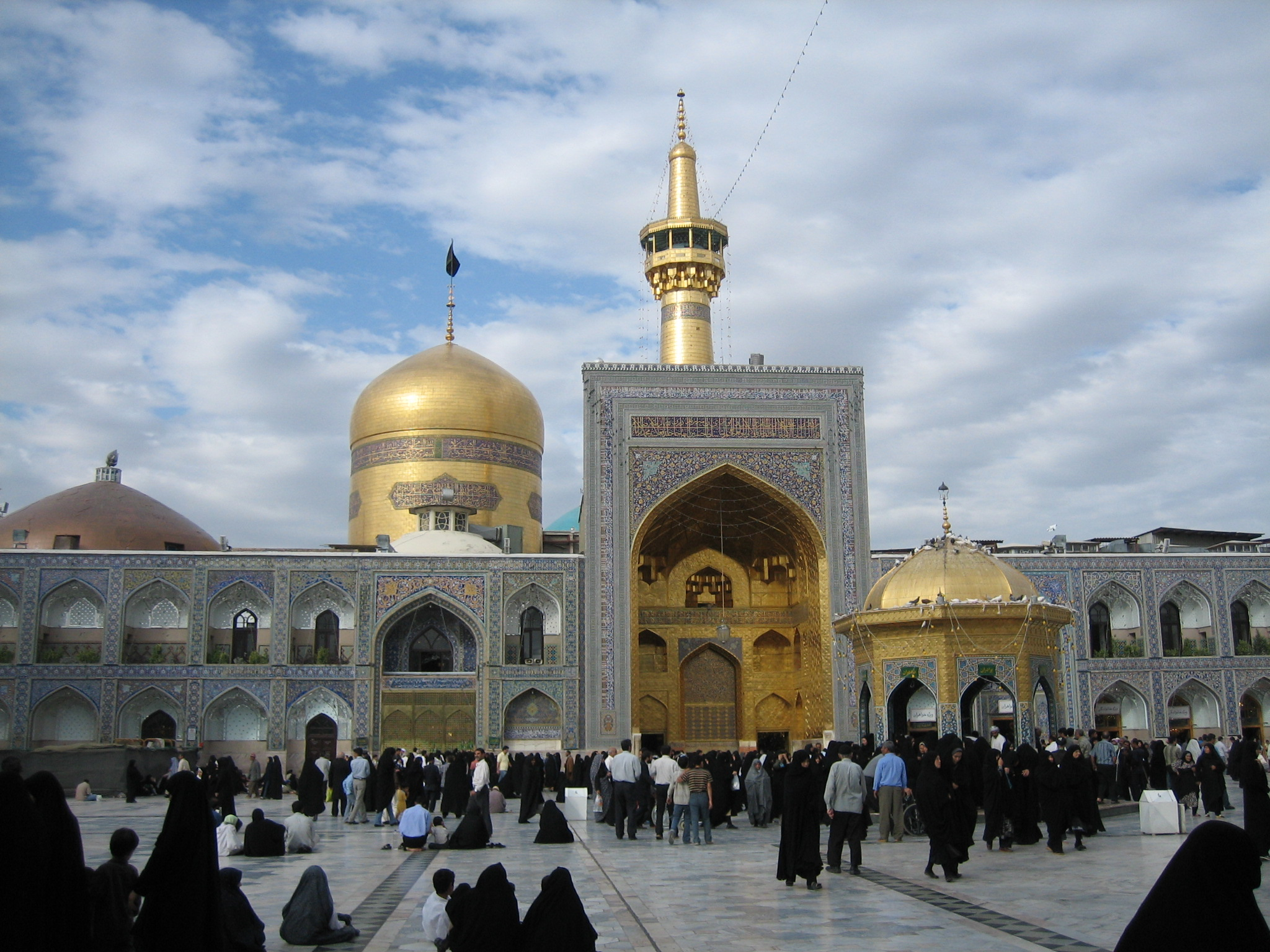
Imam Reza shrine tại Mashhad, Nhà thờ Hồi giáo lớn thứ Hai tại Iran

| Quốc gia    | Tổng dân số | Tỷ lệ Hồi giáo | Dân số Hồi giáo |
| ----------- | ----------- | -------------- | --------------- |
| Armenia     | 2,975,000   | 0.03%          | 1,000           |
| Azerbaijan  | 10,027,874  | 96.9%          | 9,727,038       |
| Bahrain     | 1,496,300   | 81.2%          | 1,214,995       |
| Síp         | 854,800     | 25.4%          | 217,119         |
| Gruzia      | 3,723,464   | 10.7%          | 463,062         |
| Iran        | 81,871,500  | 99.4%          | 81,380,271      |
| Iraq        | 39,339,753  | 98.0%          | 38,552,957      |
| Israel      | 8,930,680   | 17.7%          | 1,580,730       |
| Jordan      | 10,261,300  | 94.0%          | 9,645,622       |
| Kuwait      | 4,226,920   | 85.0%          | 3,592,882       |
| Liban       | 6,093,509   | 54.0%          | 3,200,000       |
| Oman        | 4,651,706   | 99.0%          | 4,605,188       |
| Palestine   | 4,816,503   | 93.0%,         | 4,479,347       |
| Qatar       | 2,561,643   | 77.5%          | 1,985,273       |
| Ả Rập Xê Út | 33,413,660  | 100.0%         | 33,413,660      |
| Syria       | 18,284,407  | 87.0%          | 15,907,434      |
| Thổ Nhĩ Kỳ  | 80,810,525  | 99.8%          | 80,648,903      |
| UAE         | 9,582,340   | 80.0%          | 7,665,872       |
| Yemen       | 28,915,284  | 100.0%         | 28,915,284      |
| Tây Nam Á   | 352,837,168 | 93.26%         | 329,065,133     |

### Trung Á

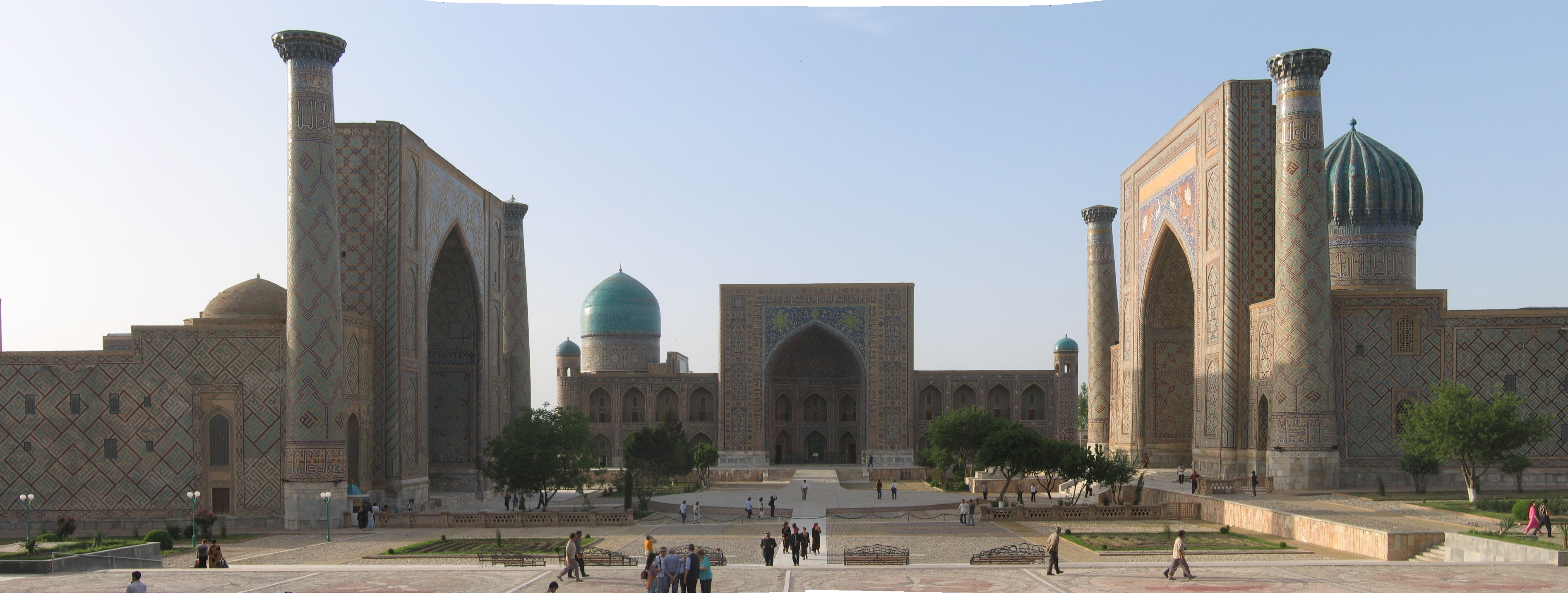
Registan tại, Samarkand, Uzbekistan

| Quốc gia     | Tổng dân số | Tỷ lệ Hồi giáo | Dân số Hồi giáo |
| ------------ | ----------- | -------------- | --------------- |
| Kazakhstan   | 18,744,548  | 70.2%          | 13,158,672      |
| Kyrgyzstan   | 6,019,480   | 86.3%          | 5,194,811       |
| Tajikistan   | 8,734,951   | 98.0%          | 8,560,251       |
| Turkmenistan | 5,851,466   | 93.3%          | 5,459,417       |
| Uzbekistan   | 32,653,900  | 96.5%          | 31,511,013      |
| Trung Á      | 72,004,345  | 88.7%          | 63,884,165      |

### Nam Á

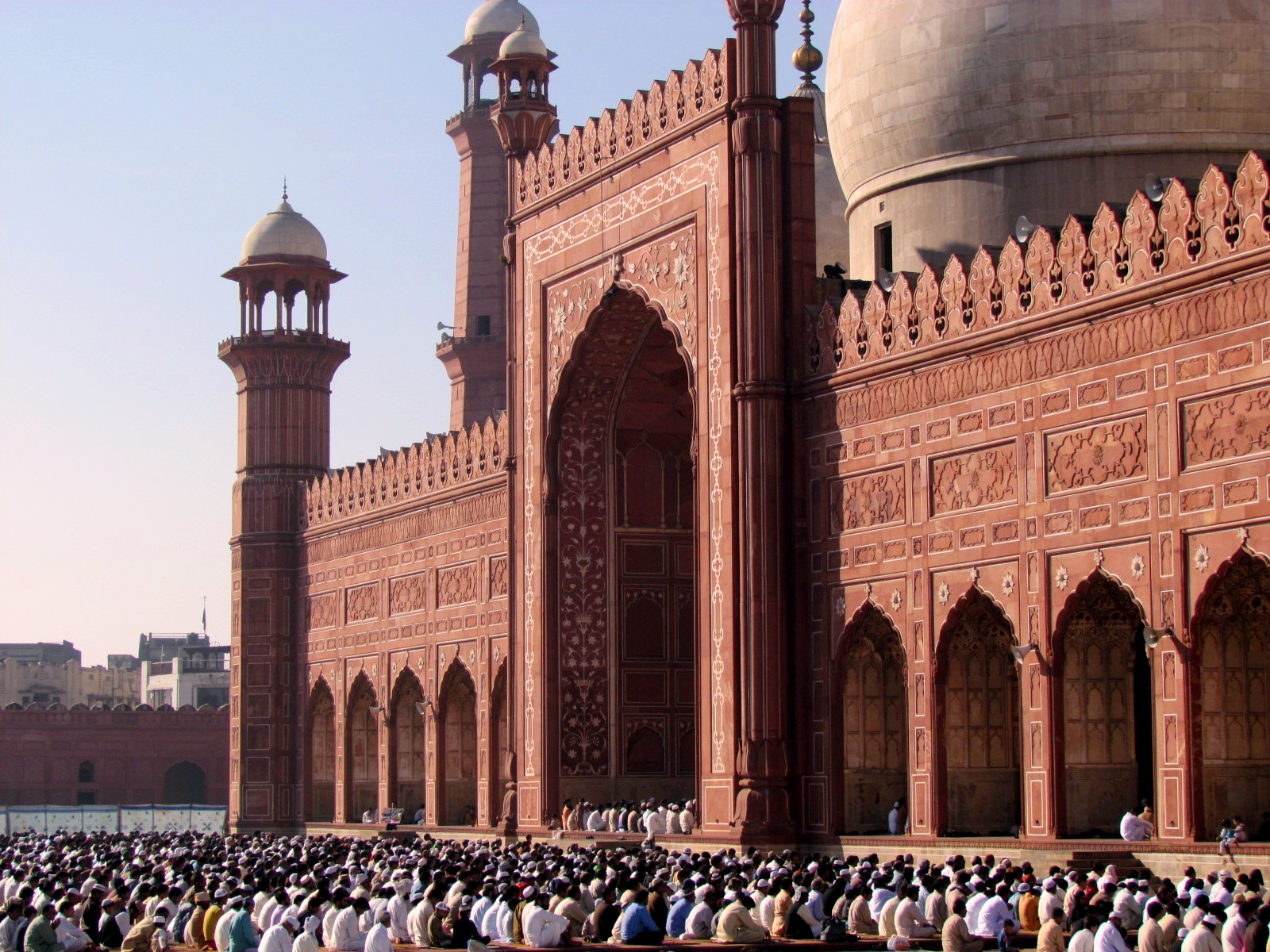
The Badshahi Mosque tại Lahore, Pakistan trong ngày lễ Eid al-Fitr. Thánh đường lớn nhất tại Nam Á

| Quốc gia    | Tổng dân số   | Tỷ lệ Hồi giáo | Dân số Hồi giáo |
| ----------- | ------------- | -------------- | --------------- |
| Afghanistan | 31,575,018    | 99.0%          | 31,259,267      |
| Bangladesh  | 165,000,000   | 90.4%          | 149,100,000     |
| Bhutan      | 727,145       | 0.2%           | <10,000         |
| Ấn Độ       | 1,338,270,000 | 14.2%          | 194,600,000     |
| Maldives    | 378,114       | 100%           | 378,114         |
| Nepal       | 29,218,867    | 4.4%           | 1,285,630       |
| Pakistan    | 212,742,631   | 96.2%          | 204,828,605     |
| Sri Lanka   | 21,444,000    | 9.7%           | 2,080,068       |
| Nam Á       | 1,789,309,144 | 36.39%         | 651,090,456     |

### Đông Nam Á
| Country     | Total Population | Muslim Percentage | Muslim Population |
| ----------- | ---------------- | ----------------- | ----------------- |
| Brunei      | 443,593          | 82.7%             | 366,851           |
| Campuchia   | 16,204,486       | 1.9%              | 312,540           |
| Timor-Leste | 1,291,358        | 0.3%              | 6,000             |
| Indonesia   | 260,580,739      | 87.2%             | 227,226,404       |
| Laos        | 7,126,706        | 0.01%             | 9,000             |
| Malaysia    | 31,381,992       | 61.3%             | 19,500,000        |
| Myanmar     | 55,123,814       | 4.15%             | 2,300,000         |
| Philippines | 106,000,000      | 5,6%              | 5,880,000         |
| Singapore   | 5,988,926        | 15.0%             | 883,338           |
| Thái Lan    | 68,414,135       | 4.0%              | 2,976,000         |
| Việt Nam    | 96,160,163       | 0.1%              | 96,160            |
| Đông Nam Á  | 641,775,797      | 41.3%             | 356,157,000       |

### Đông Á

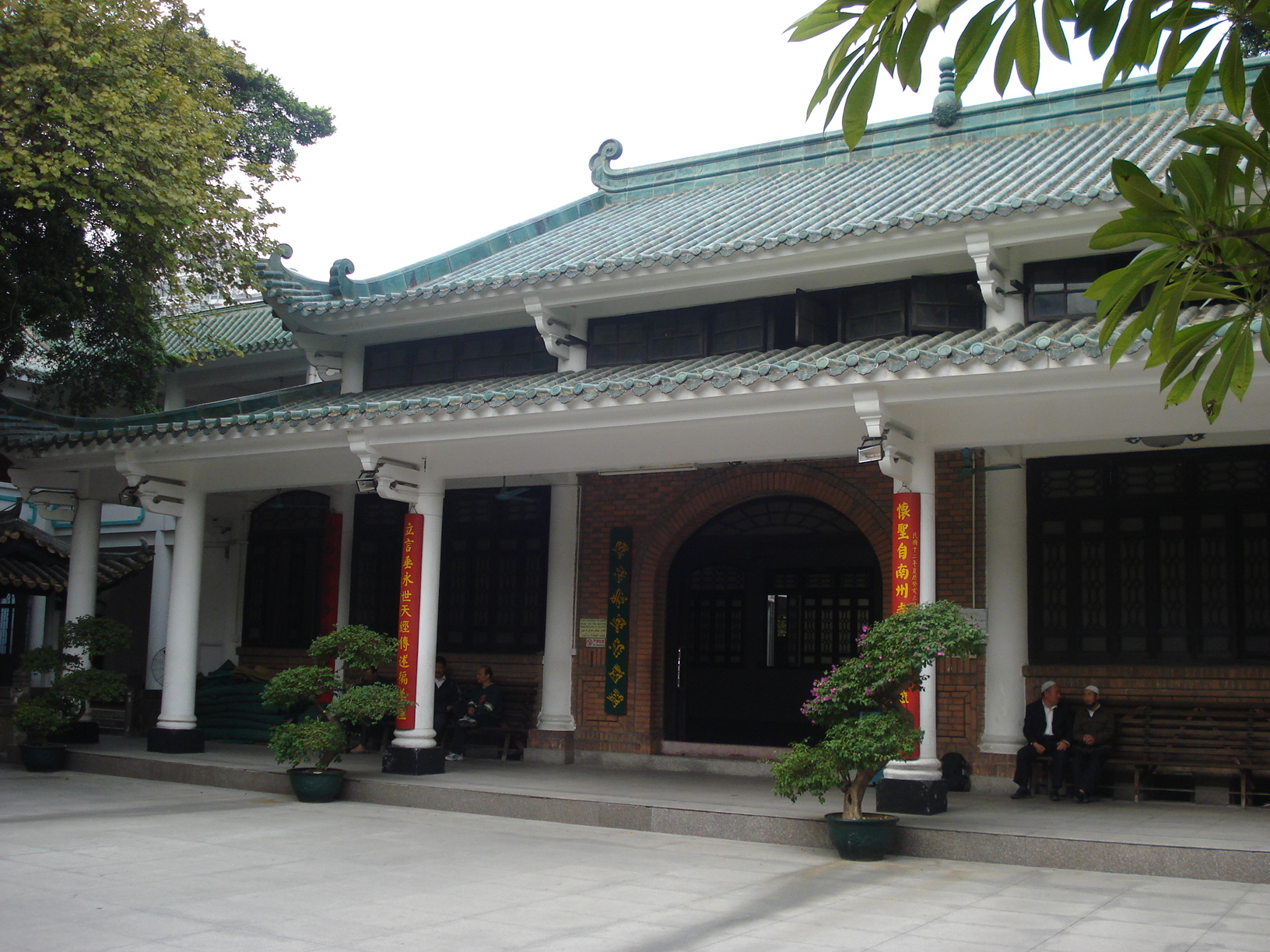
Huaisheng Mosque Tại Quảng Châu, Trung Quốc

| Quốc gia          | Tổng dân số   | Tỷ lệ Hồi giáo | Dân số Hồi giáo |
| ----------------- | ------------- | -------------- | --------------- |
| Trung Quốc        | 1,394,620,000 | 1.9%           | 25,000,000      |
| Hồng Kông         | 7,448,900     | 4.0%           | 305,404         |
| Macau             | 658,900       | 1.5%           | 10,000          |
| Nhật Bản          | 126,420,000   | 0.15%          | 189,420         |
| CHDCND Triều Tiên | 25,610,672    | 0.4%           | 100,000         |
| Hàn Quốc          | 51,635,256    | 0.2%           | 100,000         |
| Mông Cổ           | 3,231,200     | 5.0%           | 161,560         |
| Đài Loan          | 23,577,488    | 0.3%           | 70,732          |
| Đông Á            | 1,633,202,416 | 3.13%          | 51,143,436      |

### Bắc Á

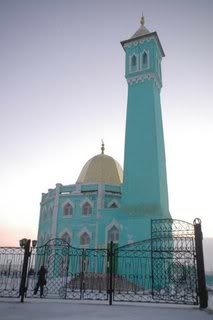
The Nord Kamal Mosque in Norilsk, Russia is the northernmost mosque in the world

| Quốc gia            | Tổng dân số | Tỷ lệ Hồi giáo | Dân số Hồi giáo |
| ------------------- | ----------- | -------------- | --------------- |
| Nga (Viễn đông Nga) | 33,765,005  | 15%            | 5,064,750       |
| Bắc Á               | 33,765,005  | 15%            | 5,064,750       |